# Bir Mcherga
Bir Mcherga (arabe : بئر مشارڨة) est une ville du nord-ouest de la Tunisie située à cinquante kilomètres au sud-ouest de Tunis.
Rattachée au gouvernorat de Zaghouan, elle constitue une municipalité comptant 8 329 habitants en 2014 et le chef-lieu d'une délégation comprenant plusieurs secteurs dont celui de Djebel Oust.
La ville participe du desserrement des activités industrielles de la capitale, notamment en raison de sa situation sur la RN3. Avec Djebel Oust, elle accueille trois importantes zones industrielles sur plus de 300 hectares. Sa population active travaille à plus de 35 % dans l'industrie (21 % au niveau national).
Bir Mcherga est localisée à quelques kilomètres du barrage de Bir Mcherga, l'un des deux barrages sur l'oued Miliane, situé à 35 kilomètres de son embouchure dans le golfe de Tunis. Bénéficiant d'un bassin versant de 1 442 km2, son lac de retenue permet d'irriguer une surface de 1600 hectares tout en écartant le spectre des inondations pour la capitale.